# Dasyatis parvonigra
Dasyatis parvonigra es una especie de pez de la familia Dasyatidae en el orden de los Rajiformes.

## Morfología
• Los machos pueden llegar alcanzar los 38,4 cm de longitud total y las hembras 49,8.

## Hábitat
Es un pez de mar y de clima tropical y bentopelàgico que vive entre 124-183 m de profundidad.

## Distribución geográfica
Se encuentra en el Océano Índico oriental: Australia.

## Observaciones
Es inofensivo para los humanos.